# Cyperus rockii
Cyperus rockii är en halvgräsart som beskrevs av Georg Kükenthal. Cyperus rockii ingår i släktet papyrusar, och familjen halvgräs. Inga underarter finns listade i Catalogue of Life.